# Eois perstrigata
Eois perstrigata là một loài bướm đêm trong họ Geometridae.